# Fidèle Moungar
Fidèle Moungar (1948-) var regeringschef i Tchad 7. april-6. november 1993.

## Eksternt link
- Africa Database Arkiveret 25. august 2006 hos  Wayback Machine